# Trepied

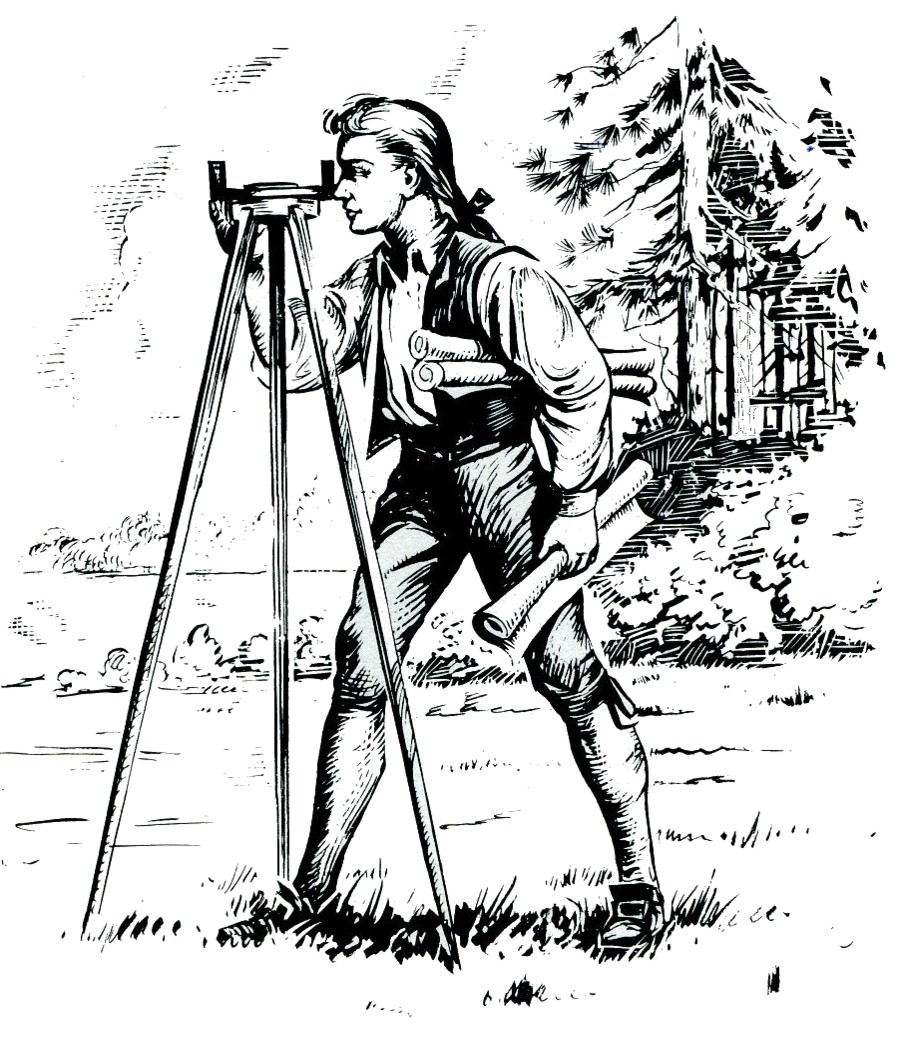
Tânărul George Washington folosind un trepied de topografie

Un trepied este un cadru sau un suport portabil cu trei picioare, folosit ca platformă pentru susținerea greutății și menținerea stabilității unui alt obiect: (camera foto, telefon etc). Acesta este, în general de metal, dar poate fi și de lemn sau plastic. Trepiedul poate fi ajustat pentru a ajunge la înălțimea dorită. Instrumentul poate fi găsit în diferite forme pentru diferite activități.